# Coppa del Mondo di sci di fondo 2014
La Coppa del Mondo di sci di fondo 2014 fu la trentatreesima edizione della manifestazione organizzata dalla Federazione Internazionale Sci; iniziò il 29 novembre 2013 a Kuusamo, in Finlandia, e si concluse il 16 marzo 2014 a Falun, in Svezia. Nel corso della stagione si tennero i XXII Giochi olimpici invernali di Soči 2014, non validi ai fini della Coppa del Mondo, il cui calendario contemplò dunque un'interruzione a febbraio.
In campo maschile furono disputate tutte le 16 gare individuali (6 di distanza, 7 sprint, 3 competizioni intermedie a tappe) e le 3 a squadre (1 staffetta, 2 sprint a squadre) previste, in 15 diverse località. Il norvegese Martin Johnsrud Sundby si aggiudicò sia la coppa di cristallo, il trofeo assegnato al vincitore della classifica generale, sia quella di distanza; il suo connazionale Ola Vigen Hattestad vinse la Coppa di sprint. Petter Northug era il detentore uscente della Coppa generale.
In campo femminile furono disputate tutte le 16 gare individuali (6 di distanza, 7 sprint, 3 competizioni intermedie a tappe) e le 3 a squadre (1 staffetta, 2 sprint a squadre) previste, in 15 diverse località. La norvegese Therese Johaug si aggiudicò sia la coppa di cristallo, sia la Coppa di distanza; la statunitense Kikkan Randall vinse la Coppa di sprint. Justyna Kowalczyk era la detentrice uscente della Coppa generale.

## Uomini

### Risultati
| Data                              | Località                                                     | Nazione                  | Spec.       | Primo                                                                              | Secondo                                                                     | Terzo                                                                       |
| --------------------------------- | ------------------------------------------------------------ | ------------------------ | ----------- | ---------------------------------------------------------------------------------- | --------------------------------------------------------------------------- | --------------------------------------------------------------------------- |
| 29 novembre 2013 1º dicembre 2013 | Kuusamo                                                      | Finlandia                | Ruka Triple | Martin Johnsrud Sundby                                                             | Maksim Vylegžanin                                                           | Aleksandr Legkov                                                            |
| 7 dicembre 2013                   | Lillehammer                                                  | Norvegia                 | 15 km TC    | Pål Golberg                                                                        | Aleksej Poltoranin                                                          | Didrik Tønseth                                                              |
| 8 dicembre 2013                   | Lillehammer                                                  | Norvegia                 | 4x7,5 km    | Russia I Dmitrij Japarov Aleksandr Bessmertnych Aleksandr Legkov Maksim Vylegžanin | Norvegia II Eldar Rønning Chris Andre Jespersen Sjur Røthe Finn Hågen Krogh | Norvegia I Pål Golberg Didrik Tønseth Martin Johnsrud Sundby Petter Northug |
| 14 dicembre 2013                  | Davos                                                        | Svizzera                 | 30 km TL    | Maurice Manificat                                                                  | Chris Andre Jespersen                                                       | Martin Johnsrud Sundby                                                      |
| 15 dicembre 2013                  | Davos                                                        | Svizzera                 | SP TL       | Anders Gløersen                                                                    | Martti Jylhä                                                                | Sergej Ustjugov                                                             |
| 21 dicembre 2013                  | Asiago                                                       | Italia                   | SP TC       | Nikita Krjukov                                                                     | Aleksej Poltoranin                                                          | Gianluca Cologna                                                            |
| 22 dicembre 2013                  | Asiago                                                       | Italia                   | TS TC       | Norvegia I Eldar Rønning Ola Vigen Hattestad                                       | Kazakistan Nikolaj Čebot'ko Aleksej Poltoranin                              | Norvegia II Øystein Pettersen Eirik Brandsdal                               |
| 28 dicembre 2013 5 gennaio 2014   | Oberhof Lenzerheide Cortina d'Ampezzo/Dobbiaco Val di Fiemme | Germania Svizzera Italia | Tour de Ski | Martin Johnsrud Sundby                                                             | Chris Andre Jespersen                                                       | Petter Northug                                                              |
| 11 gennaio 2014                   | Nové Město na Moravě                                         | Rep. Ceca                | SP TL       | Sergej Ustjugov                                                                    | Federico Pellegrino                                                         | Aleksej Petuchov                                                            |
| 12 gennaio 2014                   | Nové Město na Moravě                                         | Rep. Ceca                | TS TC       | Russia I Maksim Vylegžanin Nikita Krjukov                                          | Norvegia I Eldar Rønning Eirik Brandsdal                                    | Norvegia II Pål Golberg Ola Vigen Hattestad                                 |
| 18 gennaio 2014                   | Szklarska Poręba                                             | Polonia                  | SP TL       | Alex Harvey                                                                        | Josef Wenzl                                                                 | Baptiste Gros                                                               |
| 19 gennaio 2014                   | Szklarska Poręba                                             | Polonia                  | 15 km TC    | Maksim Vylegžanin                                                                  | Evgenij Belov                                                               | Aleksej Poltoranin                                                          |
| 1º febbraio 2014                  | Dobbiaco                                                     | Italia                   | 15 km TC    | Aleksandr Legkov                                                                   | Dario Cologna                                                               | Marcus Hellner                                                              |
| 2 febbraio 2014                   | Dobbiaco                                                     | Italia                   | SP TL       | Ola Vigen Hattestad                                                                | Eirik Brandsdal                                                             | Josef Wenzl                                                                 |
| 1º marzo 2014                     | Lahti                                                        | Finlandia                | SP TL       | Pål Golberg                                                                        | Aleksej Petuchov                                                            | Eirik Brandsdal                                                             |
| 2 marzo 2014                      | Lahti                                                        | Finlandia                | 15 km TL    | Martin Johnsrud Sundby                                                             | Daniel Richardsson                                                          | Aleksandr Legkov                                                            |
| 5 marzo 2014                      | Drammen                                                      | Norvegia                 | SP TC       | Ola Vigen Hattestad                                                                | Pål Golberg                                                                 | Maicol Rastelli                                                             |
| 8 marzo 2014                      | Oslo                                                         | Norvegia                 | 50 km TC MS | Daniel Richardsson                                                                 | Martin Johnsrud Sundby                                                      | Aleksandr Legkov                                                            |
| 14 marzo 2014 16 marzo 2014       | Falun                                                        | Svezia                   | Finali      | Martin Johnsrud Sundby                                                             | Alex Harvey                                                                 | Aleksandr Legkov                                                            |

Legenda:

TC = tecnica classica

TL = tecnica libera

SP = sprint

TS = sprint a squadre

MS = partenza in linea

#### Competizioni intermedie
| Ruka Triple 2014  |                            |                   |                   |                        |                        |                        |
| Data              | Località                   | Nazione           | Spec.             | Primo                  | Secondo                | Terzo                  |
| 29 novembre 2013  | Kuusamo                    | Finlandia         | SP TC             | Eirik Brandsdal        | Anton Gafarov          | Teodor Peterson        |
| 30 novembre 2013  | Kuusamo                    | Finlandia         | 10 km TC          | Lukáš Bauer            | Eldar Rønning          | Dmitrij Japarov        |
| 1º dicembre 2013  | Kuusamo                    | Finlandia         | 15 km TL PU       | Noah Hoffman           | Maurice Manificat      | Marcus Hellner         |
| Classifica finale | Classifica finale          | Classifica finale | Classifica finale | Martin Johnsrud Sundby | Maksim Vylegžanin      | Aleksandr Legkov       |
|                   |                            |                   |                   |                        |                        |                        |
| Tour de Ski 2014  |                            |                   |                   |                        |                        |                        |
| Data              | Località                   | Nazione           | Spec.             | Primo                  | Secondo                | Terzo                  |
| 28 dicembre 2013  | Oberhof                    | Germania          | 4,5 km TL         | Alex Harvey            | Devon Kershaw          | Chris Andre Jespersen  |
| 29 dicembre 2013  | Oberhof                    | Germania          | SP TL             | Calle Halfvarsson      | Federico Pellegrino    | Martin Johnsrud Sundby |
| 31 dicembre 2013  | Lenzerheide                | Svizzera          | SP TL             | Simi Hamilton          | Alex Harvey            | Martin Johnsrud Sundby |
| 1º gennaio 2014   | Lenzerheide                | Svizzera          | 15 km TC MS       | Aleksej Poltoranin     | Hannes Dotzler         | Stanislav Volžencev    |
| 3 gennaio 2014    | Cortina d'Ampezzo/Dobbiaco | Italia            | 35 km TL PU       | Martin Johnsrud Sundby | Petter Northug         | Alex Harvey            |
| 4 gennaio 2014    | Val di Fiemme              | Italia            | 10 km TC          | Petter Northug         | Martin Johnsrud Sundby | Chris Andre Jespersen  |
| 5 gennaio 2014    | Val di Fiemme              | Italia            | 9 km TL PU        | Chris Andre Jespersen  | Sjur Røthe             | Ivan Babikov           |
| Classifica finale | Classifica finale          | Classifica finale | Classifica finale | Martin Johnsrud Sundby | Chris Andre Jespersen  | Petter Northug         |
|                   |                            |                   |                   |                        |                        |                        |
| Finali 2014       |                            |                   |                   |                        |                        |                        |
| Data              | Località                   | Nazione           | Spec.             | Primo                  | Secondo                | Terzo                  |
| 14 marzo 2014     | Falun                      | Svezia            | SP TC             | Teodor Peterson        | Emil Jönsson           | Calle Halfvarsson      |
| 15 marzo 2014     | Falun                      | Svezia            | 30 km ST          | Alex Harvey            | Martin Johnsrud Sundby | Aleksandr Legkov       |
| 16 marzo 2014     | Falun                      | Svezia            | 15 km TL PU       | Martin Johnsrud Sundby | Marcus Hellner         | Anders Gløersen        |
| Classifica finale | Classifica finale          | Classifica finale | Classifica finale | Martin Johnsrud Sundby | Alex Harvey            | Aleksandr Legkov       |

Legenda:

TC = tecnica classica

TL = tecnica libera

SP = sprint

PU = inseguimento

ST = skiathlon

MS = partenza in linea

### Classifiche

#### Generale
| Pos. | Nome                   | Nazione  | Punti |
| ---- | ---------------------- | -------- | ----- |
| 1    | Martin Johnsrud Sundby | Norvegia | 1538  |
| 2    | Aleksandr Legkov       | Russia   | 1008  |
| 3    | Alex Harvey            | Canada   | 766   |
| 4    | Chris Andre Jespersen  | Norvegia | 747   |
| 5    | Calle Halfvarsson      | Svezia   | 632   |
| 6    | Petter Northug         | Norvegia | 580   |
| 7    | Sjur Røthe             | Norvegia | 563   |
| 8    | Daniel Richardsson     | Svezia   | 551   |
| 9    | Pål Golberg            | Norvegia | 512   |
| 10   | Maksim Vylegžanin      | Russia   | 489   |

#### Distanza
| Pos. | Nome                   | Nazione  | Punti |
| ---- | ---------------------- | -------- | ----- |
| 1    | Martin Johnsrud Sundby | Norvegia | 652   |
| 2    | Aleksandr Legkov       | Russia   | 554   |
| 3    | Daniel Richardsson     | Svezia   | 391   |
| 4    | Chris Andre Jespersen  | Norvegia | 362   |
| 5    | Alex Harvey            | Canada   | 342   |

#### Sprint
| Pos. | Nome                | Nazione  | Punti |
| ---- | ------------------- | -------- | ----- |
| 1    | Ola Vigen Hattestad | Norvegia | 363   |
| 2    | Eirik Brandsdal     | Norvegia | 355   |
| 3    | Josef Wenzl         | Germania | 306   |
| 4    | Teodor Peterson     | Svezia   | 297   |
| 5    | Nikita Krjukov      | Russia   | 277   |

## Donne

### Risultati
| Data                              | Località                                                     | Nazione                  | Spec.       | Prima                                                                     | Seconda                                                                       | Terza                                                                   |
| --------------------------------- | ------------------------------------------------------------ | ------------------------ | ----------- | ------------------------------------------------------------------------- | ----------------------------------------------------------------------------- | ----------------------------------------------------------------------- |
| 29 novembre 2013 1º dicembre 2013 | Kuusamo                                                      | Finlandia                | Ruka Triple | Marit Bjørgen                                                             | Charlotte Kalla                                                               | Therese Johaug                                                          |
| 7 dicembre 2013                   | Lillehammer                                                  | Norvegia                 | 10 km TC    | Justyna Kowalczyk                                                         | Charlotte Kalla                                                               | Marit Bjørgen                                                           |
| 8 dicembre 2013                   | Lillehammer                                                  | Norvegia                 | 4x5 km      | Norvegia I Heidi Weng Therese Johaug Kristin Størmer Steira Marit Bjørgen | Finlandia Aino-Kaisa Saarinen Anne Kyllönen Kerttu Niskanen Krista Pärmäkoski | Stati Uniti I Kikkan Randall Sadie Bjornsen Liz Stephen Jessica Diggins |
| 14 dicembre 2013                  | Davos                                                        | Svizzera                 | 15 km TL    | Marit Bjørgen                                                             | Therese Johaug                                                                | Charlotte Kalla                                                         |
| 15 dicembre 2013                  | Davos                                                        | Svizzera                 | SP TL       | Marit Bjørgen                                                             | Kikkan Randall                                                                | Denise Herrmann                                                         |
| 21 dicembre 2013                  | Asiago                                                       | Italia                   | SP TC       | Justyna Kowalczyk                                                         | Anne Kyllönen                                                                 | Maiken Caspersen Falla                                                  |
| 22 dicembre 2013                  | Asiago                                                       | Italia                   | TS TC       | Finlandia Aino-Kaisa Saarinen Anne Kyllönen                               | Norvegia I Ingvild Flugstad Østberg Maiken Caspersen Falla                    | Germania I Katrin Zeller Denise Herrmann                                |
| 28 dicembre 2013 5 gennaio 2014   | Oberhof Lenzerheide Cortina d'Ampezzo/Dobbiaco Val di Fiemme | Germania Svizzera Italia | Tour de Ski | Therese Johaug                                                            | Astrid Uhrenholdt Jacobsen                                                    | Heidi Weng                                                              |
| 11 gennaio 2014                   | Nové Město na Moravě                                         | Rep. Ceca                | SP TL       | Kikkan Randall                                                            | Laurien van der Graaff                                                        | Ingvild Flugstad Østberg                                                |
| 12 gennaio 2014                   | Nové Město na Moravě                                         | Rep. Ceca                | TS TC       | Norvegia I Maiken Caspersen Falla Ingvild Flugstad Østberg                | Finlandia Mona-Liisa Malvalehto Aino-Kaisa Saarinen                           | Russia II Evgenija Šapovalova Julija Ivanova                            |
| 18 gennaio 2014                   | Szklarska Poręba                                             | Polonia                  | SP TL       | Kikkan Randall                                                            | Denise Herrmann                                                               | Vesna Fabjan                                                            |
| 19 gennaio 2014                   | Szklarska Poręba                                             | Polonia                  | 10 km TC    | Justyna Kowalczyk                                                         | Julija Čekalëva                                                               | Julija Ivanova                                                          |
| 1º febbraio 2014                  | Dobbiaco                                                     | Italia                   | 10 km TC    | Marit Bjørgen                                                             | Therese Johaug                                                                | Charlotte Kalla                                                         |
| 2 febbraio 2014                   | Dobbiaco                                                     | Italia                   | SP TL       | Marit Bjørgen                                                             | Denise Herrmann                                                               | Ingvild Flugstad Østberg                                                |
| 1º marzo 2014                     | Lahti                                                        | Finlandia                | SP TL       | Kikkan Randall                                                            | Katja Višnar                                                                  | Sophie Caldwell                                                         |
| 2 marzo 2014                      | Lahti                                                        | Finlandia                | 10 km TL    | Marit Bjørgen                                                             | Charlotte Kalla                                                               | Therese Johaug                                                          |
| 5 marzo 2014                      | Drammen                                                      | Norvegia                 | SP TC       | Maiken Caspersen Falla                                                    | Marit Bjørgen                                                                 | Stina Nilsson                                                           |
| 9 marzo 2014                      | Oslo                                                         | Norvegia                 | 30 km TC MS | Marit Bjørgen                                                             | Therese Johaug                                                                | Kerttu Niskanen                                                         |
| 14 marzo 2014 16 marzo 2014       | Falun                                                        | Svezia                   | Finali      | Therese Johaug                                                            | Marit Bjørgen                                                                 | Heidi Weng                                                              |

Legenda:

TC = tecnica classica

TL = tecnica libera

SP = sprint

TS = sprint a squadre

MS = partenza in linea

#### Competizioni intermedie
| Ruka Triple 2014  |                            |                   |                   |                          |                            |                          |
| Data              | Località                   | Nazione           | Spec.             | Prima                    | Seconda                    | Terza                    |
| 29 novembre 2013  | Kuusamo                    | Finlandia         | SP TC             | Justyna Kowalczyk        | Kikkan Randall             | Denise Herrmann          |
| 30 novembre 2013  | Kuusamo                    | Finlandia         | 5 km TC           | Justyna Kowalczyk        | Marit Bjørgen              | Therese Johaug           |
| 1º dicembre 2013  | Kuusamo                    | Finlandia         | 10 km TL PU       | Charlotte Kalla          | Therese Johaug             | Marit Bjørgen            |
| Classifica finale | Classifica finale          | Classifica finale | Classifica finale | Marit Bjørgen            | Charlotte Kalla            | Therese Johaug           |
|                   |                            |                   |                   |                          |                            |                          |
| Tour de Ski 2014  |                            |                   |                   |                          |                            |                          |
| Data              | Località                   | Nazione           | Spec.             | Prima                    | Seconda                    | Terza                    |
| 28 dicembre 2013  | Oberhof                    | Germania          | 3 km TL           | Marit Bjørgen            | Astrid Uhrenholdt Jacobsen | Sylwia Jaśkowiec         |
| 29 dicembre 2013  | Oberhof                    | Germania          | SP TL             | Hanna Erikson            | Denise Herrmann            | Ingvild Flugstad Østberg |
| 31 dicembre 2013  | Lenzerheide                | Svizzera          | SP TL             | Ingvild Flugstad Østberg | Astrid Uhrenholdt Jacobsen | Denise Herrmann          |
| 1º gennaio 2014   | Lenzerheide                | Svizzera          | 10 km TC MS       | Kerttu Niskanen          | Astrid Uhrenholdt Jacobsen | Therese Johaug           |
| 3 gennaio 2014    | Cortina d'Ampezzo/Dobbiaco | Italia            | 15 km TL PU       | Sara Lindborg            | Krista Pärmäkoski          | Aurore Jéan              |
| 4 gennaio 2014    | Val di Fiemme              | Italia            | 5 km TC           | Therese Johaug           | Astrid Uhrenholdt Jacobsen | Anne Kyllönen            |
| 5 gennaio 2014    | Val di Fiemme              | Italia            | 9 km TL PU        | Therese Johaug           | Astrid Uhrenholdt Jacobsen | Liz Stephen              |
| Classifica finale | Classifica finale          | Classifica finale | Classifica finale | Therese Johaug           | Astrid Uhrenholdt Jacobsen | Heidi Weng               |
|                   |                            |                   |                   |                          |                            |                          |
| Finali 2014       |                            |                   |                   |                          |                            |                          |
| Data              | Località                   | Nazione           | Spec.             | Prima                    | Seconda                    | Terza                    |
| 14 marzo 2014     | Falun                      | Svezia            | SP TC             | Marit Bjørgen            | Ingvild Flugstad Østberg   | Stina Nilsson            |
| 15 marzo 2014     | Falun                      | Svezia            | 15 km ST          | Therese Johaug           | Marit Bjørgen              | Kerttu Niskanen          |
| 16 marzo 2014     | Falun                      | Svezia            | 10 km TL PU       | Therese Johaug           | Marit Bjørgen              | Heidi Weng               |
| Classifica finale | Classifica finale          | Classifica finale | Classifica finale | Therese Johaug           | Marit Bjørgen              | Heidi Weng               |

Legenda:

TC = tecnica classica

TL = tecnica libera

SP = sprint

PU = inseguimento

ST = skiathlon

MS = partenza in linea

### Classifiche

#### Generale
| Pos. | Nome                       | Nazione     | Punti |
| ---- | -------------------------- | ----------- | ----- |
| 1    | Therese Johaug             | Norvegia    | 1545  |
| 2    | Marit Bjørgen              | Norvegia    | 1498  |
| 3    | Astrid Uhrenholdt Jacobsen | Norvegia    | 974   |
| 4    | Heidi Weng                 | Norvegia    | 951   |
| 5    | Kerttu Niskanen            | Finlandia   | 883   |
| 6    | Kikkan Randall             | Stati Uniti | 841   |
| 7    | Charlotte Kalla            | Svezia      | 783   |
| 8    | Krista Pärmäkoski          | Finlandia   | 726   |
| 9    | Denise Herrmann            | Germania    | 704   |
| 10   | Ingvild Flugstad Østberg   | Norvegia    | 684   |

#### Distanza
| Pos. | Nome            | Nazione   | Punti |
| ---- | --------------- | --------- | ----- |
| 1    | Therese Johaug  | Norvegia  | 750   |
| 2    | Marit Bjørgen   | Norvegia  | 705   |
| 3    | Kerttu Niskanen | Finlandia | 502   |
| 4    | Charlotte Kalla | Svezia    | 473   |
| 5    | Heidi Weng      | Norvegia  | 448   |

#### Sprint
| Pos. | Nome                     | Nazione     | Punti |
| ---- | ------------------------ | ----------- | ----- |
| 1    | Kikkan Randall           | Stati Uniti | 558   |
| 2    | Denise Herrmann          | Germania    | 496   |
| 3    | Marit Bjørgen            | Norvegia    | 433   |
| 4    | Ingvild Flugstad Østberg | Norvegia    | 426   |
| 5    | Maiken Caspersen Falla   | Norvegia    | 320   |